# مصنع غاغارين كومسومولسك أون أمور
مصنع غاغارين كومسومولسك أون أمور (بالروسية: Комсомольский-на-Амуре авиационный завод)، هي أكبر شركة لتصنيع الطائرات في روسيا، ويقع مقرها في كومسومولسك-نا-أموري في الشرق الأقصى لروسيا.
تعد الشركة من بين أنجح الشركات في خاباروفسك كراي، ولسنوات طويلة تعد من بين أكبر دافعي الضرائب في الإقليم. في عامي 1999 و 2001، منح لها الاتحاد الروسي للصناعيين ورجال الأعمال وغرفة التجارة والصناعة لقب «أفضل مؤسسة روسية».

## إنتاج
تنتج الشركة: مقاتلات سوخوي سو-27، ومقاتلات سوخوي سو-30، وسوخوي سو-33، سوخوي سو-35، وبيريف بي إي -103، سوخوي سو-57.

## روابط خارجية
- الموقع الرسمي نسخة محفوظة 29 أغسطس 2004 على موقع واي باك مشين.